# Idactus spinipennis
Idactus spinipennis là một loài bọ cánh cứng trong họ Cerambycidae.